# Aida Ndong
Aida Ndong (Dakar, 12 gennaio 1967) è un'ex cestista senegalese.

## Carriera
Con il Senegal ha disputato i Campionati mondial del 1998.